# Leitneria (animal)
Leitneria es un género de ácaros perteneciente a la familia Halolaelapidae.

## Especies
Leitneria Evans, 1957
- Leitneria granulatus (Halbert, 1923)
- Leitneria pugio (Karg, 1961)